# Алёксино (Великолукский район)
Алёксино — деревня в Великолукском районе Псковской области России. Входит в состав сельского поселения «Лычёвская волость».
Расположена в центре района на восточной окраине (в 10 км к востоку от центра города) Великих Лук.

## Население
Численность населения по оценке на 2000 год составляла 14 жителей, на 2010 год — 24 жителя.